# Trierer Straße 6 (Weimar)

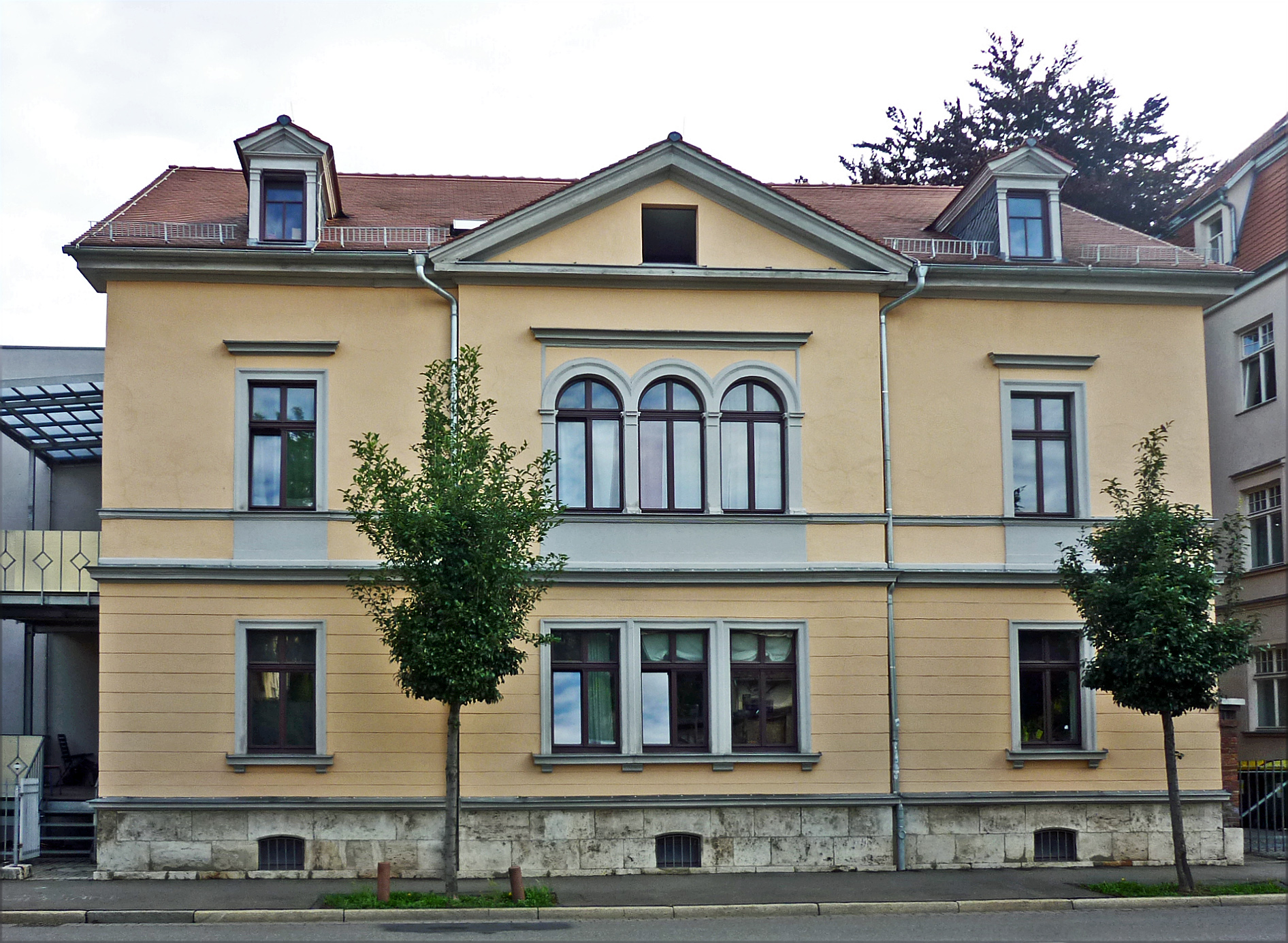
Trierer Straße 6

Das Wohnhaus Trierer Straße 6 ist eines in der Westvorstadt von Weimar. Dieses ist denkmalgeschützt. Es befindet sich an seiner östlichen Seite in der Sichtachse zur Henßstraße.

## Geschichte
Das zweigeschossige Wohnhaus entstand 1872/73. Bauherr war der Hofbuchbindermeister Otto Henss. Henss, sofern er die Villa überhaupt bewohnte, starb 1873, sodass diese 1873 samt der Firma Bürofabrik Otto Henß auf seinen Sohn Adolf Henß überging. 1879 erfolgte ein Anbau an dessen Westseite. Zur Entstehungszeit lag es noch außerhalb des genehmigten Bebauungsplans, weshalb ein Dispens eingeholt werden musste. Es gehörte zu den ersten Häusern im Gebiet des Junkerkirchhofs. Es weicht von den späteren Mietshäusern in seiner äußeren Gestalt ab. Es orientiert sich an der spätklassizistischen Formensprache, was an seiner Fassadengestaltung abzulesen ist. Die Fassadengestaltung ist symmetrisch. Der Mittelrisalit besitzt einen Dreiecksgiebel im Dachbereich.
Langer Leerstand und Vandalismus sind die Ursachen, dass die Ausstattung aus der Bauzeit bzw. der Zeit des Umbaues nur noch zum Teil erhalten ist. Wie schon allein sein äußerlicher Zustand beschaffen war, zeigt eine Aufnahme, die um 1987 entstand, als die Trierer Straße noch Friedrich-Engels-Ring hieß.